# Thiyagi
Thiyagi (en tamil: தியாகி, lit. 'Martyr') es una película india en idioma tamil de 1947 dirigida por Ramjibhai Arya y S. R. Krishna Ayyangar y contó con VN Janaki y N. Krishnamurthi en los papeles principales.

## Sinopsis
La historia es de una niña dalit. El hijo de un rico Zamindar que se educó en el extranjero, se enamora de la chica dalit. El sacerdote impide que la niña entre en un templo. 
Ella atraviesa varias dificultades en la vida debido al bajo estatus de su casta. La película expuso las dificultades que enfrentan las personas oprimidas, incluida la prohibición de ingresar a los templos.

## Reparto
La siguiente lista está adaptada del artículo de The Hindu y de la base de datos de Film News Anandan .
- V. N. Janaki
- N. Krishnamurthi
- V. S. Mani
- Stunt Somu
- K. Devanarayanan
- K. S. Angamuthu
- Thodi Kannan
- Kolathu Mani
- T. V. Sethuraman
- C. K. Nagaratnam
- V. Saroja

## Banda sonora
La música fue compuesta por S. V. Venkatraman y T. R. Ramanathan, mientras que la letra fue escrita por Papanasam Rajagopala Iyer. Las canciones tenían un tema patriótico con valores sociales y fueron aclamadas por el pueblo.

## Recepción
A la película le fue bien en taquilla y es recordada por la espléndida actuación de VN Janaki y por las canciones con letras de temática social y música agradable.